# آرامگاه سید رکن‌الدین

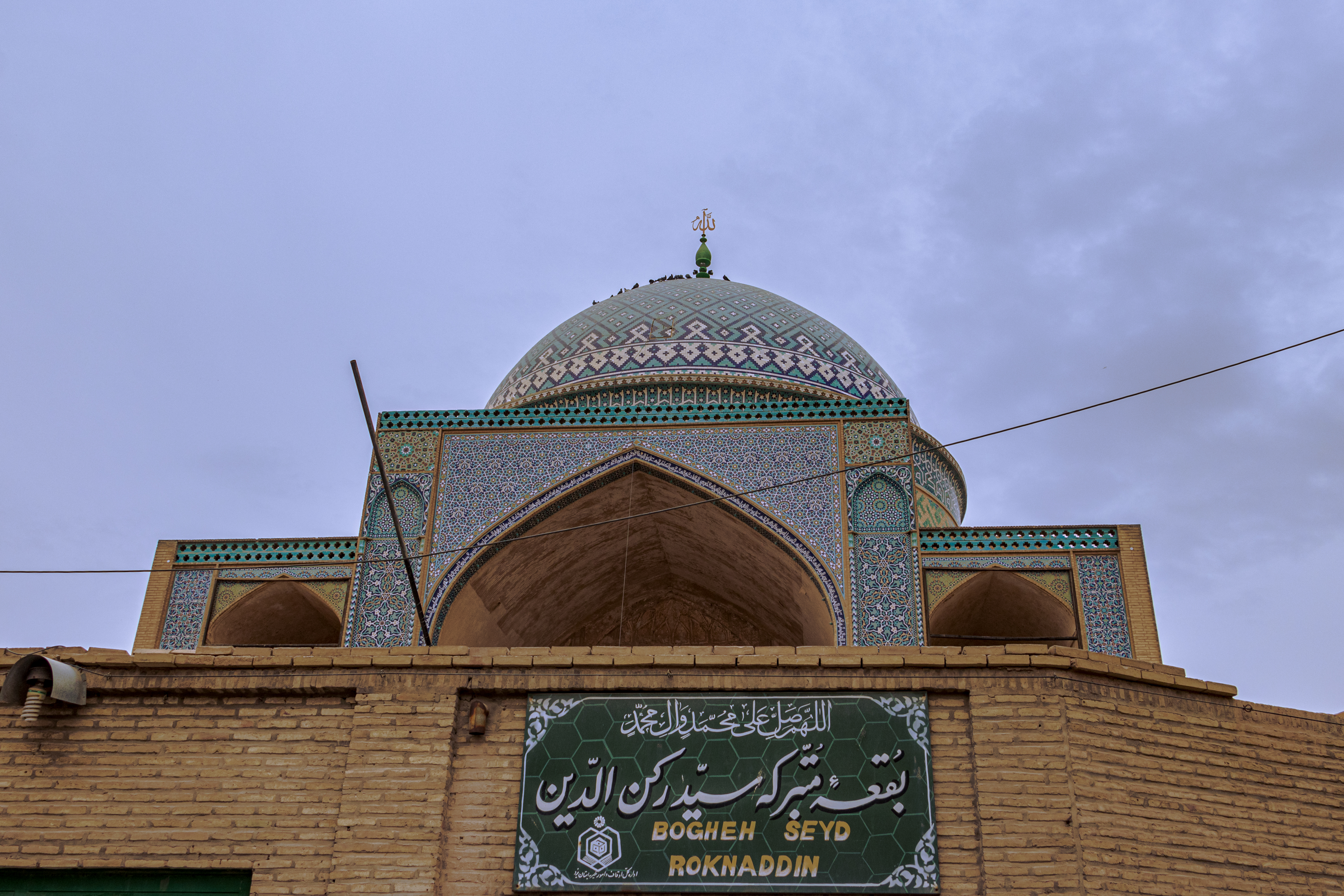
بقعه سید رکن الدین

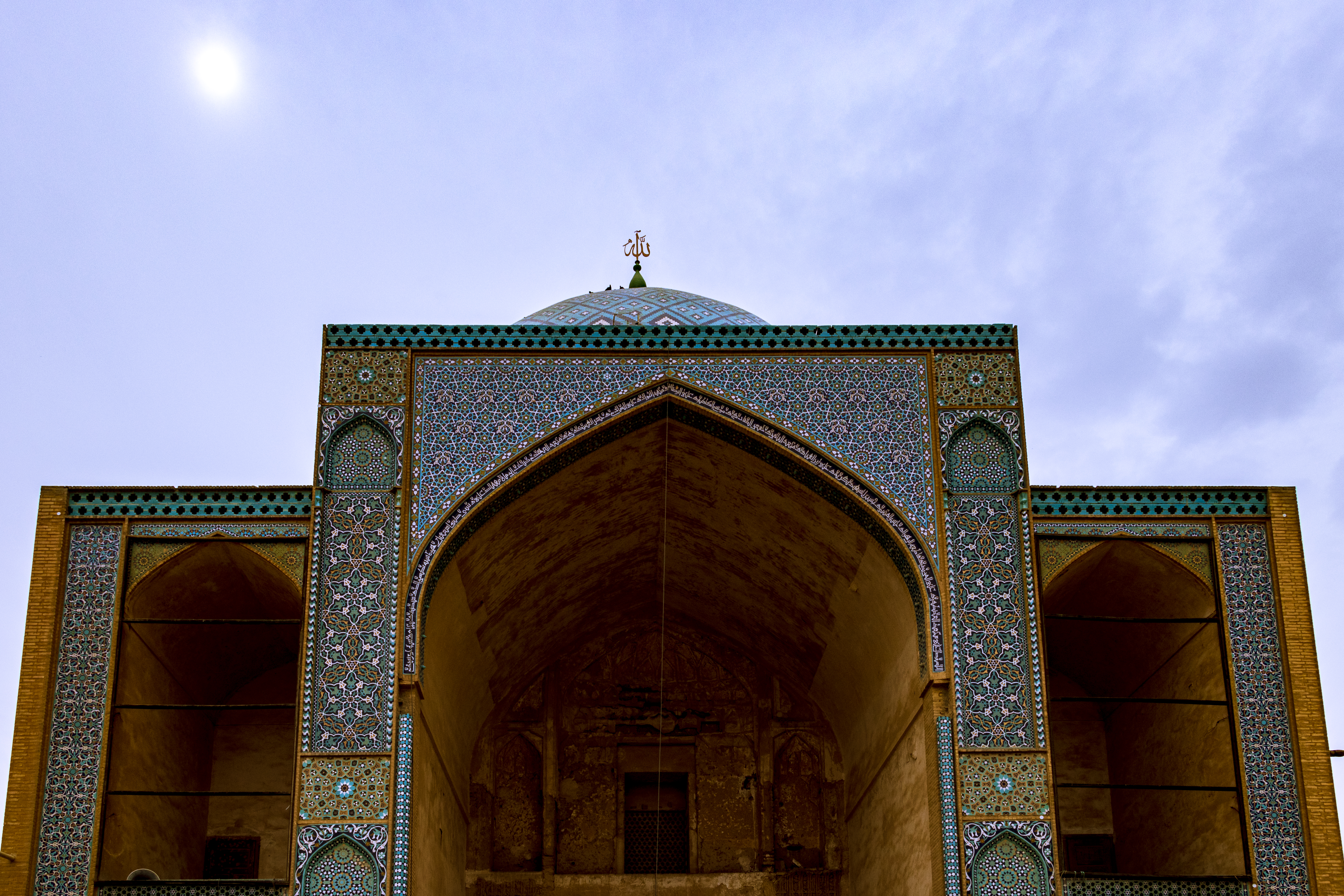
صحن بفعه سید رکن الدین

بقعه سید رکن‌الدین واقع در استان یزد، خیابان امام خمینی، خیابان مسجد جامع، کوچه سید رکن الدین که در قدیم مدرسه رکنیه نامیده می‌شد مربوط به سدهٔ ۸ ه‍.ق است و در یزد، خیابان مسجد جامع کبیر ـ کوچه سیدرکن الدین واقع شده و این اثر در تاریخ ۱۵ آذر ۱۳۱۴ با شمارهٔ ثبت ۲۴۶ به‌عنوان یکی از آثار ملی ایران به ثبت رسیده‌است.

شرح حال سیّد رکن الدّین
سیّد ابوالمکارم رکن الدّین محمّد قاضی حسینی در حدود سال 658 ﻫ.ق در یزد به دنیا آمد. پدرش سیّد قوام الدّین محمّد (علی) از ریاضی دانان و نقبای یزد بود. از اینرو سیّد رکن الدّین معارف علوم و ریاضی را از پدر آموخت و به رشد و بالندگی رسید . پس از فوت پدر تمام دارائیهای وی به او منتقل شد و توانست با اتکاء‌ به وجهه علمی و اجتماعی و مالی، آثار خیر در نقاط مختلف یزد به وجود آورد و وقفنامه‌ای برای موقوفات خود به نام «جامع الخیرات» تنظیم نمود.

سیّد رکن الدّین از سادات بسیار جلیل القدر، و سیّدی بزرگوار و از عالمان بزرگ یزد بود. او قاضی شهر یزد و مورد رجوع عموم اهالی در زمان خود بود و در محلّه «وقت و ساعت»‌ زندگی میکرد و بنیانگذار کتابخانه و مدرسه‌ای در آن محلّه بود. به دلیل اینکه شوکت و اقتدارش در بین عامه مردم زبانزد بود، بعضی دشمنان در واقعة‌ قتل یک زردشتی به دروغ او را متّهم می‌کنند و همین امر سبب خشم اتابک یوسف شاه، حاکم یزد، میشود و وی را دستگیر کرده و پس از زدن هزار تازیانه وی را در بند کشیده در چاهی در خورمیز، واقع در چند کیلومتری شهرستان مهریز، محبوس می‌کنند.

مأموران حکومتی پس از آن در تعقیب تنها پسرش، میرشمس الدّین محمّد، بودند که وی مخفی شده و به وسیله بعضی از دوستان از یزد فرار میکند و در آذربایجان رحل اقامت می افکند و با میانجیگری سلطان ابوسعید وسایل آزادی پدرش را از سیاهچال خورمیز فراهم مینماید.

سیّد رکن الدّین محمّد پس از آزادی از بند با احترام و تکریم مردم وارد شهر یزد میشود و پس از استقبال باشکوه مردم در یزد، در مدرسه رکنیّه بار دیگر بر مسند قضا مینشیند. سپس برای انجام مناسک حج عازم حجاز میشود. وی پس از مراجعت از خانه خدا، تمام همّت خویش را صرف عمران و آبادی نمود و چه بسیار قناتها که به وسیلة وی دایر شد و یا مدرسه، مسجد، بازار و گرمابه که با تلاش و پشتکار او احداث شد. همچنین چندین آب انبار و خانقاه که در آن زمان محل تجمع شیعیان بود.

## تصاویر

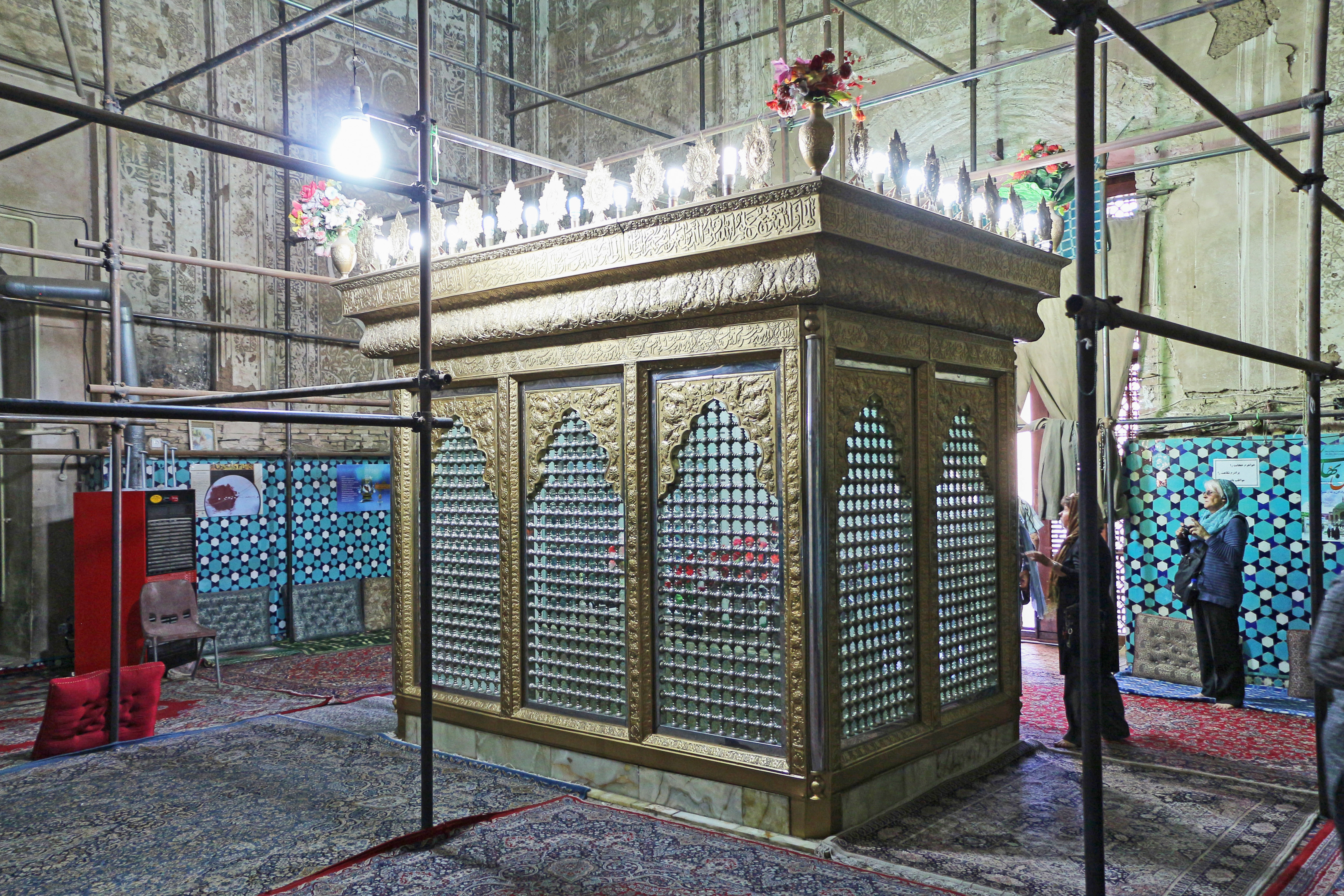
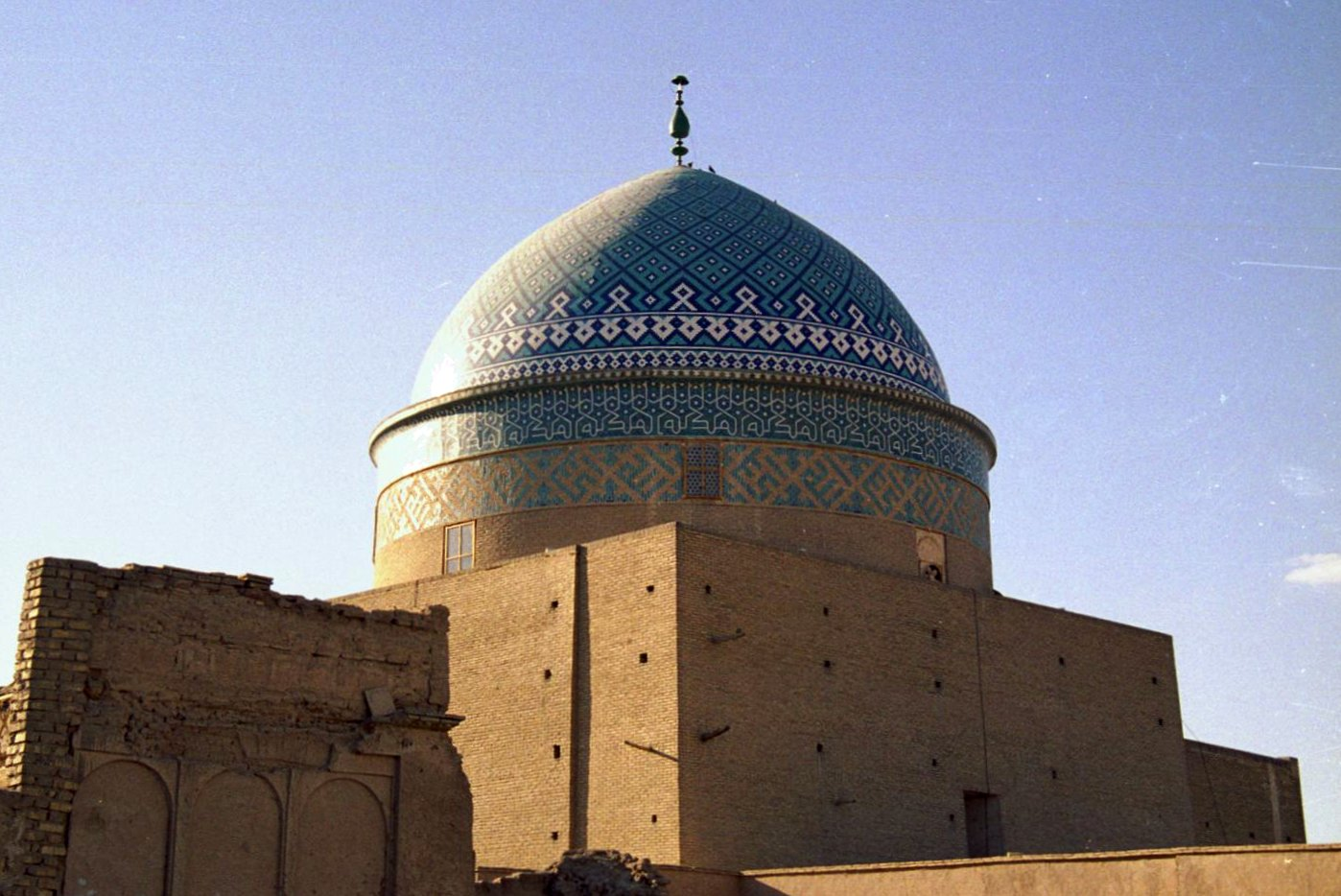
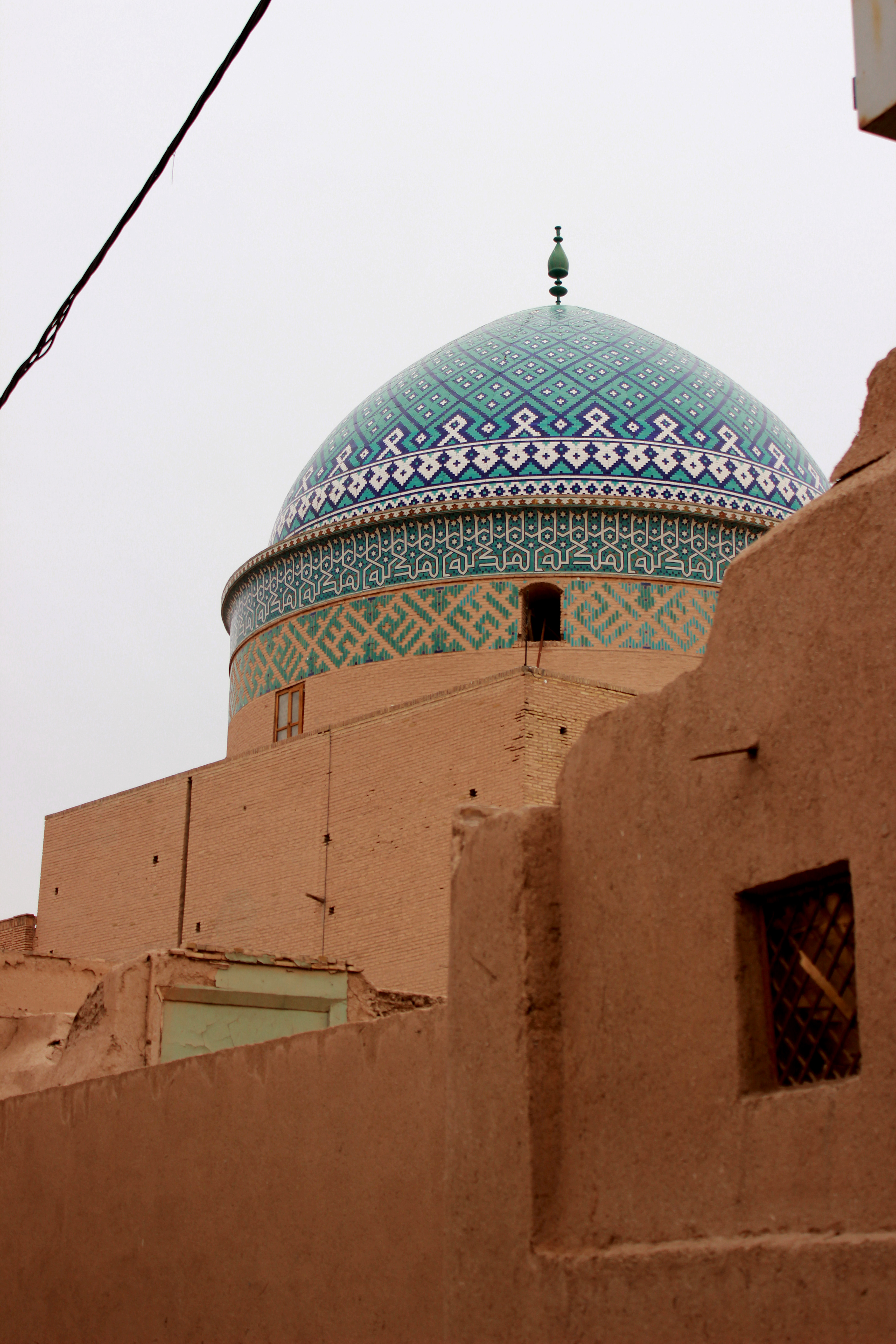
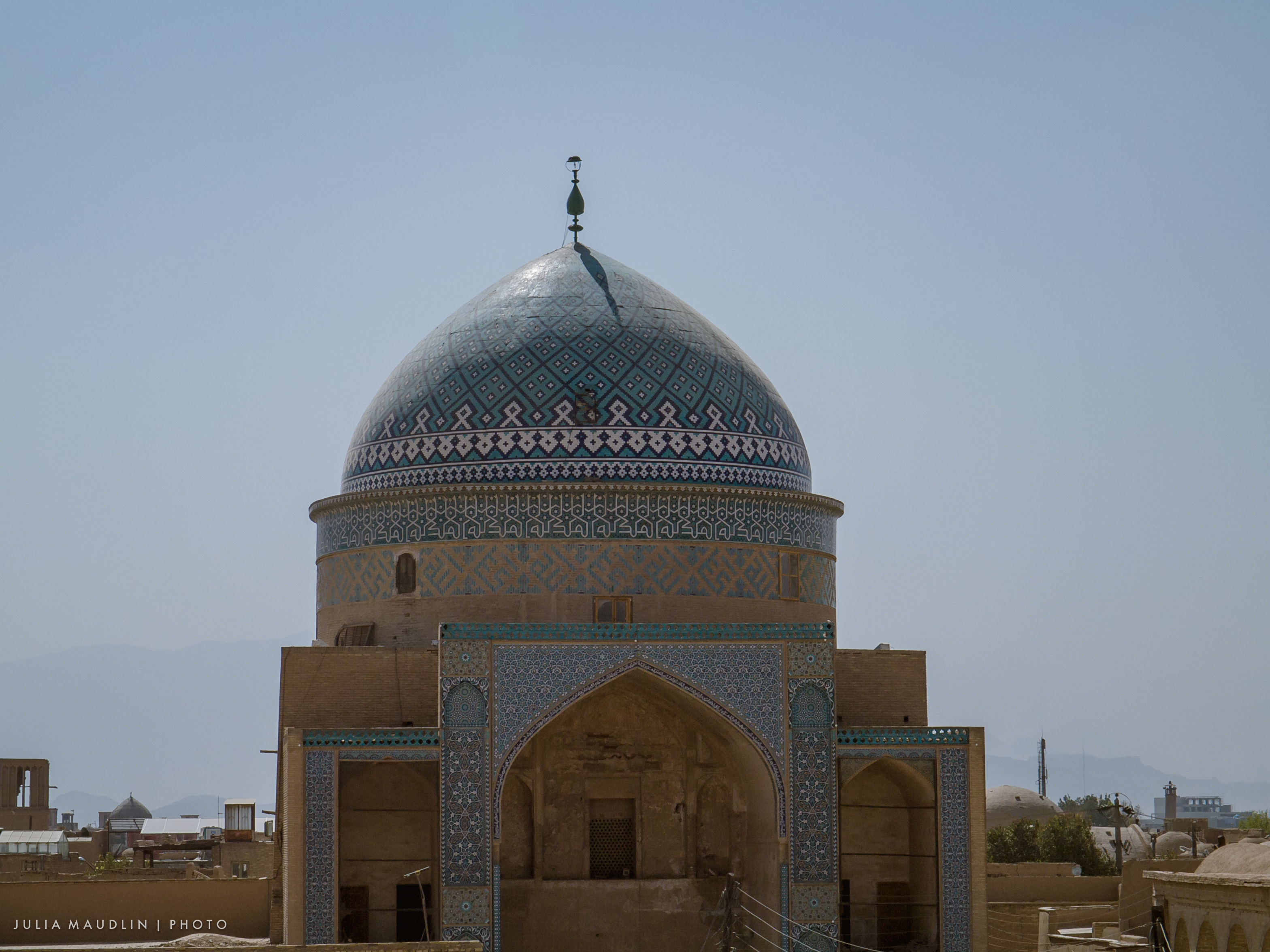
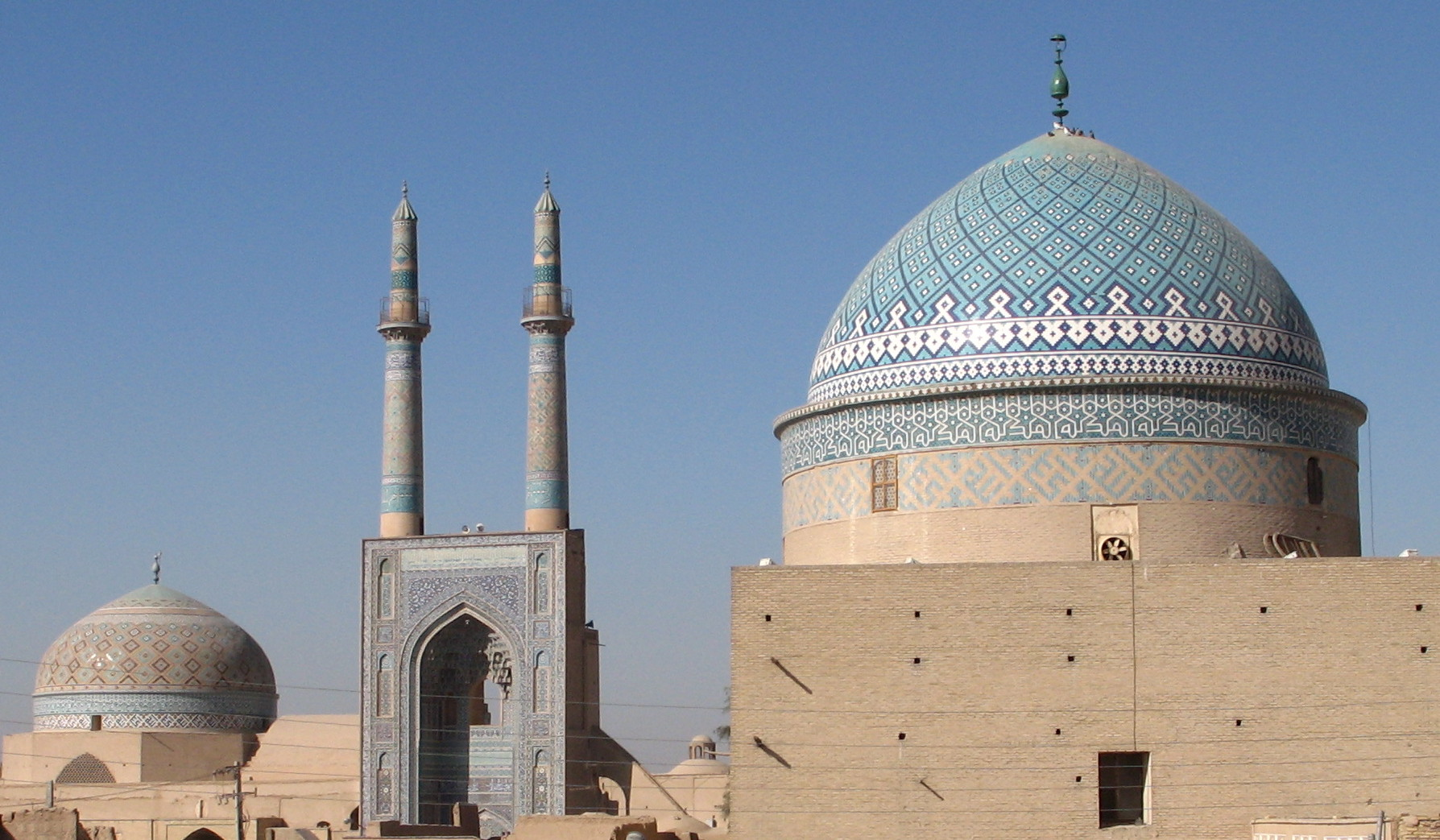
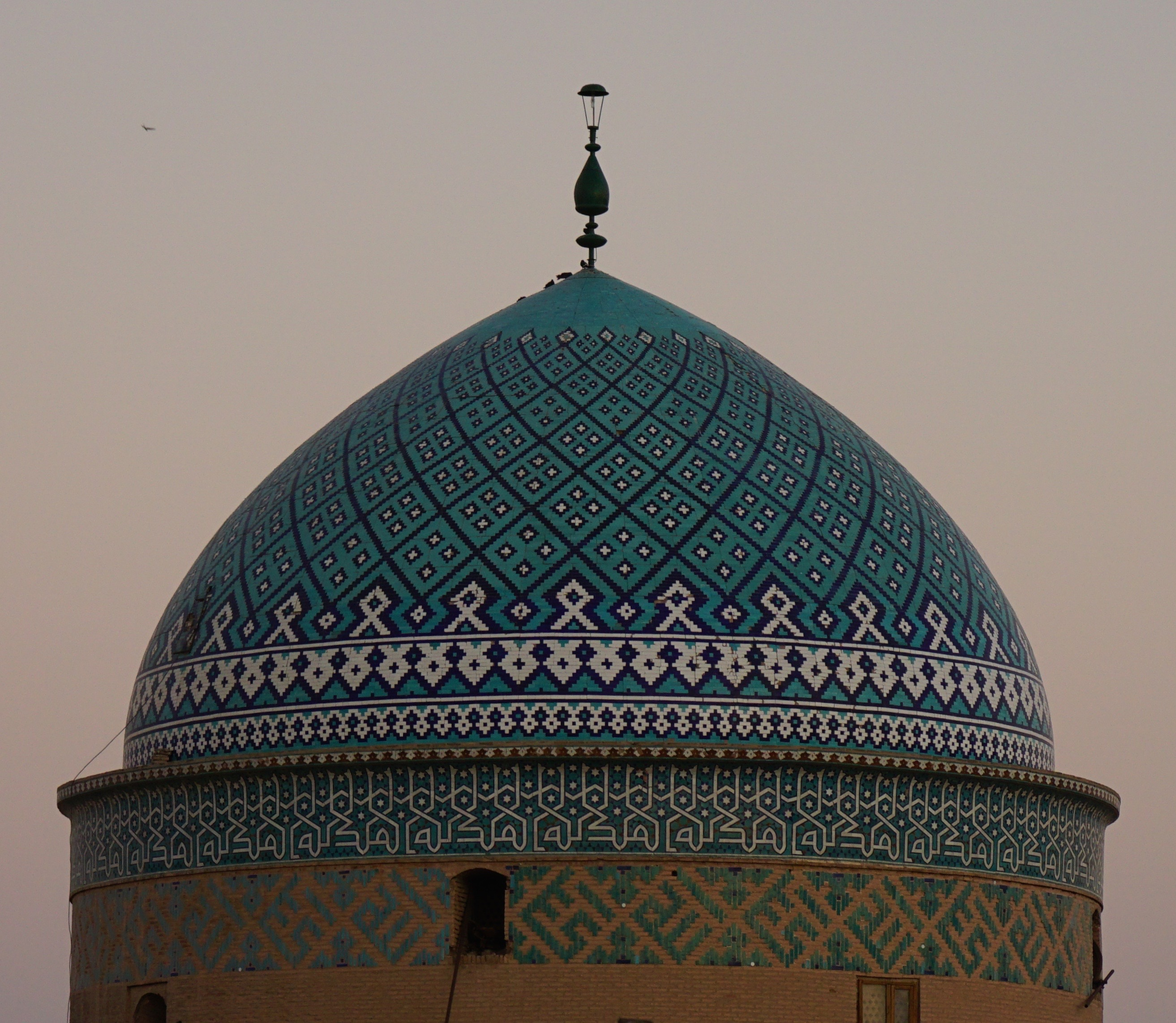
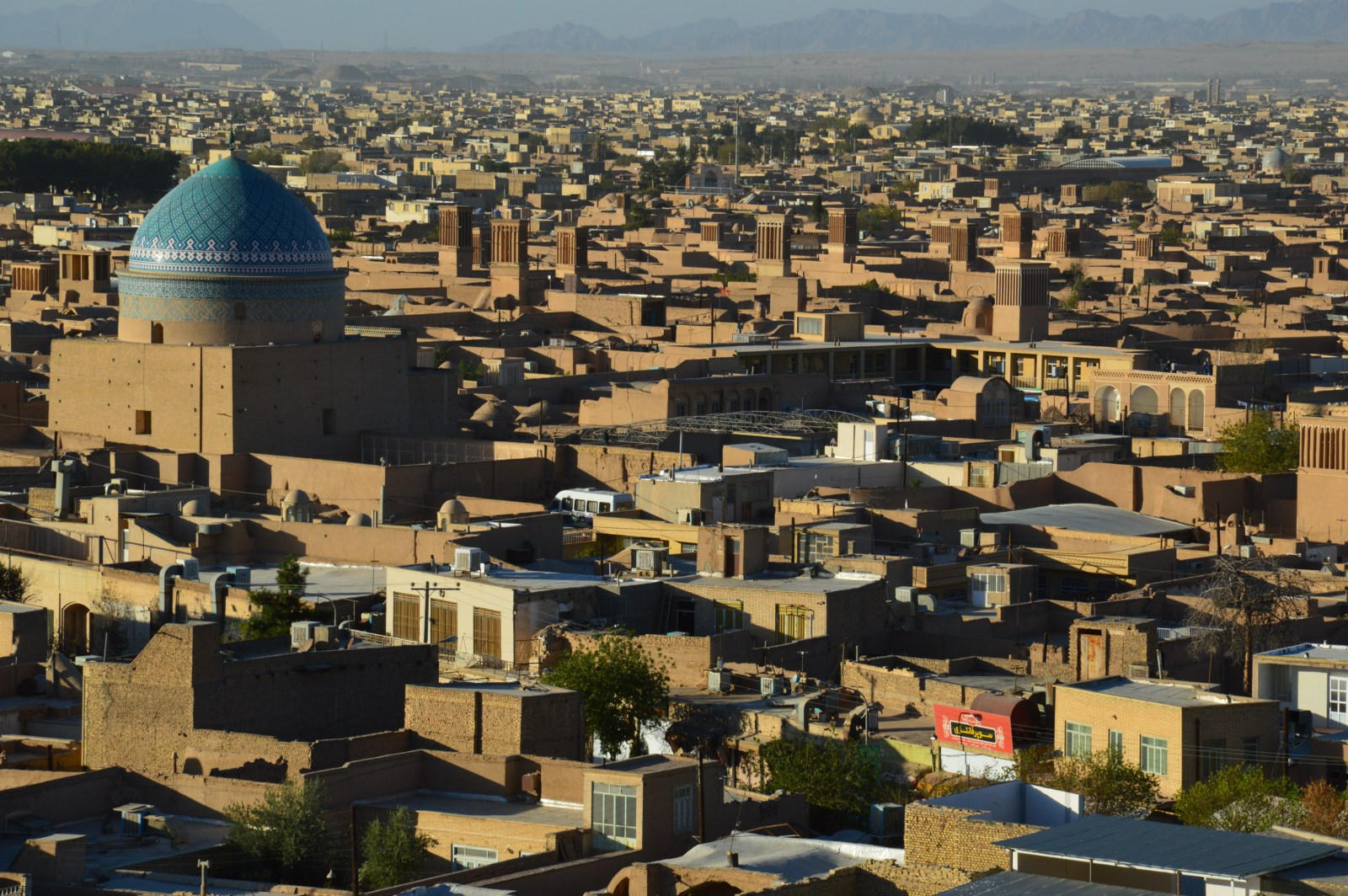
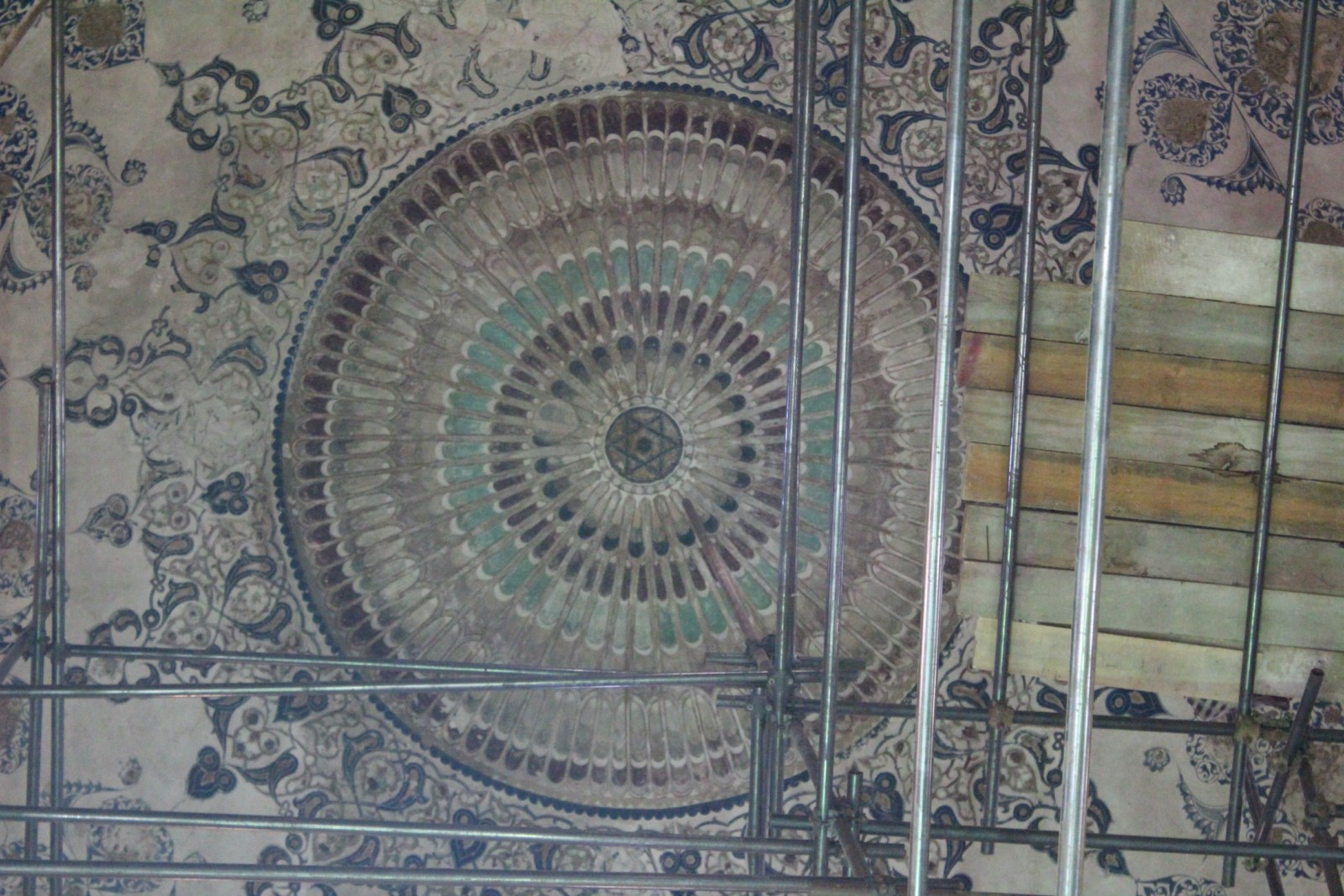